# آر. جوزيف هوفمان
آر. جوزيف هوفمان (بالإنجليزية: R. Joseph Hoffmann)‏ هو مؤرخ الدين أمريكي، ولد في 16 ديسمبر 1947.